# 大藤真美
大藤 真美（おおふじ まみ、7月3日 - ）は、日本の女優、MC、タレント。

## 人物
東京生まれで、神奈川県相模原市出身。

## 出演作品

### 舞台
- 海外公演　アンドレ・ヘラー演出「トラウム/YUME」（ドイツ・スイス・オーストリア/30都市ヨーロッパツアー）
- 明治座（東京）西郷輝彦座長公演「江戸を斬る」 主演：西郷輝彦
- 新歌舞伎座（大阪）舟木一夫座長公演「新吾十番勝負」主演：舟木一夫
- 中日劇場（名古屋）舟木一夫座長公演「新吾十番勝負」主演：舟木一夫

### ドラマ
- NHK「すずらん」 製作著作：NHK
- TBS月曜ミステリー劇場「告発」弁護士・迫まり子の遺言作成ファイル 主演：斉藤慶子、脚本：井上由美子 演出：佐藤健光、真船禎 製作著作：TBS・PDS

### バラエティ
- 「快傑熟女!心配ご無用」製作著作：TBS系（全国ネット） 司会：高田純次、和田アキ子